# Necropoli di Muracciola-Torresina
La necropoli di Muracciola - Torresina è una necropoli scoperta nel 2008 nel territorio del comune di Palestrina, lungo la via Prenestina Nuova, in località Muracciola - Torresina.

## Descrizione
La necropoli fu scoperta nel 2008, da sondaggi preventivi a delle opere di urbanizzazione che erano state progettate in quell'area.
Gli scavi hanno portato alla luce una necropoli dove si contano 73 tombe ad inumazione e 6 tombe ad incinerazione, riferibili ad un periodo compreso tra il 199 a.C. - 476 d.C., molte delle quali disposte lungo una via di epoca repubblicana, che doveva collegare gli abitati di Palestrina e Zagarolo.